# Haemorrhage (バンド)
Haemorrhage（ヘモレッジ）とは、スペイン・マドリード州コスラーダ出身のゴアグラインドバンドである。

## 概要
1990年、「Devourment」というバンド名で結成。当時のメンバーはLuisma（ギター）、Jose（ボーカル・ベース）、Emilio（ドラムス）の3ピースバンドだった。1991年にEmilioが脱退した後はJoseがドラムスに転向し、Luisma・Joseがボーカルを兼任することとなる。同年にバンド名を現在の「Haemorrhage」に変更。1992年に初のデモアルバムとなる『Grotesque Embryopathology』をリリース。
1993年、Lugubrious（ボーカル）とRamón（ベース）が加入。1994年にはセカンドギタリストのAnaが加入し、1995年に初のフルレングスアルバム『Emetic Cult』をリリース。以降ドラムス以外はこのラインナップで安定する。
2006年リリースの5thフルアルバム『Apology for Pathology』まではドイツのMorbid Recordsに所属していたが、2011年リリースの6thフルアルバム『Hospital Carnage』からはアメリカのRelapse Recordsに籍を移している。2017年、7thフルアルバム『We are the Gore』をリリース。
アルバムジャケットのイラストは外注ではなく、メンバーのLuismaが手掛けている。なおLuismaは本バンドの他にもCliteaterやPulmonary Fibrosis等のバンドのアルバムにもイラストを提供している。
ライブではしばしばメンバーが医療系をモチーフとした衣装で演奏する。

## 音楽性
アルバムジャケットが物語るように医療・病院・遺体処理等をテーマにした歌詞の曲が多数を占める。ボーカルのLugubriousは低音のガテラルと高音のシャウトを使い分けて歌う。

## メンバー

### 現メンバー
- Luisma（1990-）ギター
  - ライブでは外科医に扮する。同じくギター担当のAnaと結婚しており、バンド「Depopulation Department」でも共に活動している[5]。上記したようにアルバムジャケットのイラストも担当している。

- Lugubrious（1993-）ボーカル
  - ライブでは上半身裸になり頭から血を被った姿に扮する。

- Ramón（1993-）ベース
  - ライブでは外科医に扮する。

- Ana（1994-）ギター
  - ライブではナースに扮する。同じくギター担当のLuismaと結婚しており、バンド「Depopulation Department」でも共に活動している[6]。

- Daviti（2023-）ドラムス

### 元メンバー
- Jose（1990-1996, 2011-2014）ボーカル・ベース（1990-1991）ドラムス（1991-1996, 2011-2014）

上記したLuisma・Anaが所属するバンド「Depopulation Department」で彼らと共に活動している。
- Emilio（1990-1991）ドラムス
- Daniel Rojas López（1996-2011）ドラムス
- David（2014-2016）ドラムス
- Erik Raya（2016-2019）ドラムス
- Osckar Bravo（2019-2023）ドラムス

## ディスコグラフィ

### スタジオアルバム
- Emetic Cult (1995)
- Grume (1997)
- Anatomical Inferno (1998)
- Morgue Sweet Home (2002)
- Apology for Pathology (2006)
- Hospital Carnage (2011)
- We Are the Gore (2017)

### デモ・シングル・EP等
- Grotesque Embryopathology Demo (1992)
- Obnoxious Split with Christ Denied (1994)
- Split with Exhumed (1995)
- Split with Damnable (1996)
- Grind Over Europe ’96 Split with Clotted Symmetric Sexual Organ/Dead Infection (1996)
- The Cadaverous Carnival Split with Denak (1998)
- Surgery for the Dead Split with Groinchurn (1998)
- Split with Ingrowing (1999)
- Rotten to the Gore Split with Embolism/Suffocate/Obliterate (2000)
- Scalpel, Scissors, and Other Forensic Instruments (2000)
- Loathesongs (2000)
- Do You Still Believe in Hell? Split with Gonkulator (2001)
- Dawn in the Rotting Czech Split with Mastic Scum (2001)
- Live in the Morgue Split with Depression (2001)
- Split with WTN (2002)
- Dementia Rex split with Impaled (2003)
- Live to Dissect Split with Terrorism (2004)
- Feasting on Purulence Split with Nunslaughter (2005)
- Furtive Dissection split with Embalming Theatre (2006)
- Haematology: The Singles Collection (2007)
- Chainsaw Necrotomy split with Dead (2008)
- In Gore we trust split with Dead Infection (2009)
- Morgue Metal split with Disgorge (2011)
- Hospital Thieves" split with Gruesome Stuff Relish (2011)
- Punk Carnage EP (2012)
- Feasting on Maryland (2013)
- Obnoxious EP (2014)
- To Serve - To Protect... To Kill - To Dissect / Great Grinds Drink Alike Split with Rompeprop (2016)
- Fallen In Gore Split with Hemdale and Meat Spreader (2018)
- Haematology II: The Singles Collection (2018)
- The Forensick Files (2019)
- The Amputation Sessions (2023)